# Louis De Geer (1888–1954)
Louis Fabian Gerhard De Geer af Finspång, född 1 juli 1888 i Skagershults församling, Örebro län, död 10 maj 1954 i Steneby församling, Älvsborgs län, var en svensk författare av barn- och ungdomslitteratur.

## Biografi
Louis De Geer föddes 1888 på Bålby i Skagershults församling. Han var son till landshövdingen Fabian De Geer af Finspång och Agatha Wachtmeister af Johannishus. De Geer blev 31 december 1914 löjtnant vid Skaraborgs regementes reserver och fick 30 juli 1920 avsked.  Han var sedan ett tag bosatt i Rosslyn i England.
De Geer bodde i 25 år, till sin död, på pensionat Solhaga i Dingelvik i Dalsland. På Solhaga skrev han samtliga sina böcker.